# 우리 만난 지 1년 되는 날
"우리 만난 지 1년 되는 날"은 2012년에 개봉한 대한민국의 영화이다.

## 캐스팅
- 강미애 : 미애 역
- 서보익 : 보익 역
- 임희연 : 은숙 역
- 이유수 : 복학생 역
- 한미경 : 미애언니 역
- 차순배 : 집배원 역
- 정상명 : 벤치남 역
- 박미라 : 벤치녀 역
- 김명관 : 교수 역
- 유근희 : 조교 역
- 신현호 : 축구남 1 역
- 서만구 : 축구남 2 역
- 엄이랑 : 축구남 3 역
- 임준 : 주막남 1 역
- 박명훈 : 주막남 2 역
- 이승태 : 목사 역
- 김수웅 : 군인 역
- 설유진 : 군인 여자친구 역
- 유정주 : 커플링가게 직원 역
- 강호경 : 극장남 1 역
- 최홍석 : 극장남 2 역
- 홍보경 : 극장녀 역
- 김정자 : 미용사 역
- 이양순 : 분식점 아주머니 역
- 문정미 : 버스정류장 여자 역
- 용난숙 : 보익 숙모 (목소리) 역